# IX arrondissement di Parigi
Il IX arrondissement di Parigi si trova sulla rive droite, a nord del centro cittadino.

## Dati

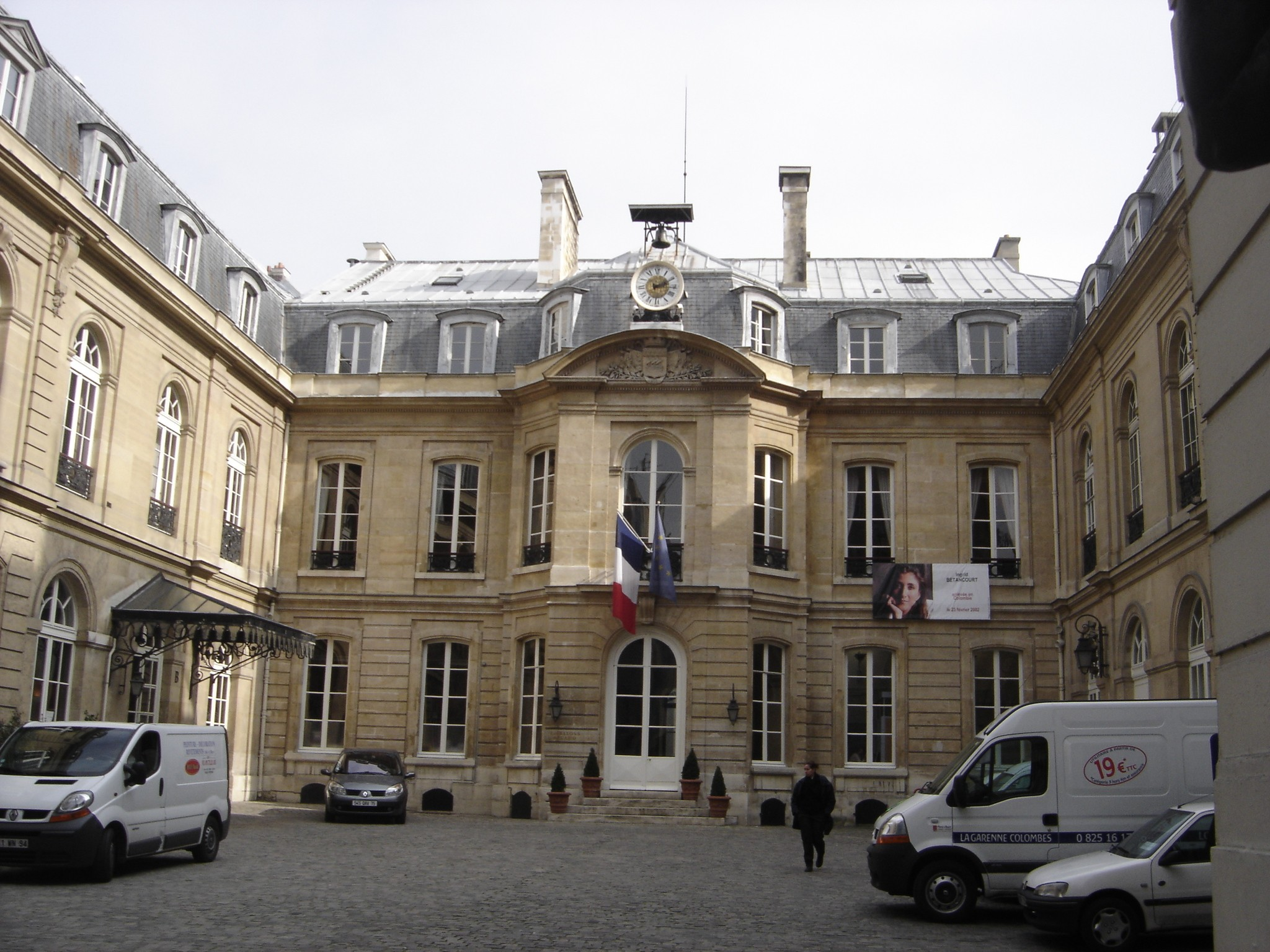
La Mairie, al 6 di rue Drouot

| Anno                        | Abitanti | Densità di popolazione (ab./km2) |
| --------------------------- | -------- | -------------------------------- |
| 1901 (picco di popolazione) | 124 011  | 56 912                           |
| 1962                        | 94 094   | 43 182                           |
| 1968                        | 84 969   | 38 994                           |
| 1975                        | 70 270   | 32 249                           |
| 1982                        | 64 134   | 29 433                           |
| 1990                        | 58 019   | 26 626                           |
| 1999                        | 55 838   | 25 626                           |
| 2006                        | 58 497   | 26 833                           |

## Luoghi d'interesse
- Chiesa della Sainte-Trinité
- Chiesa di Notre-Dame-de-Lorette
- Opéra Garnier

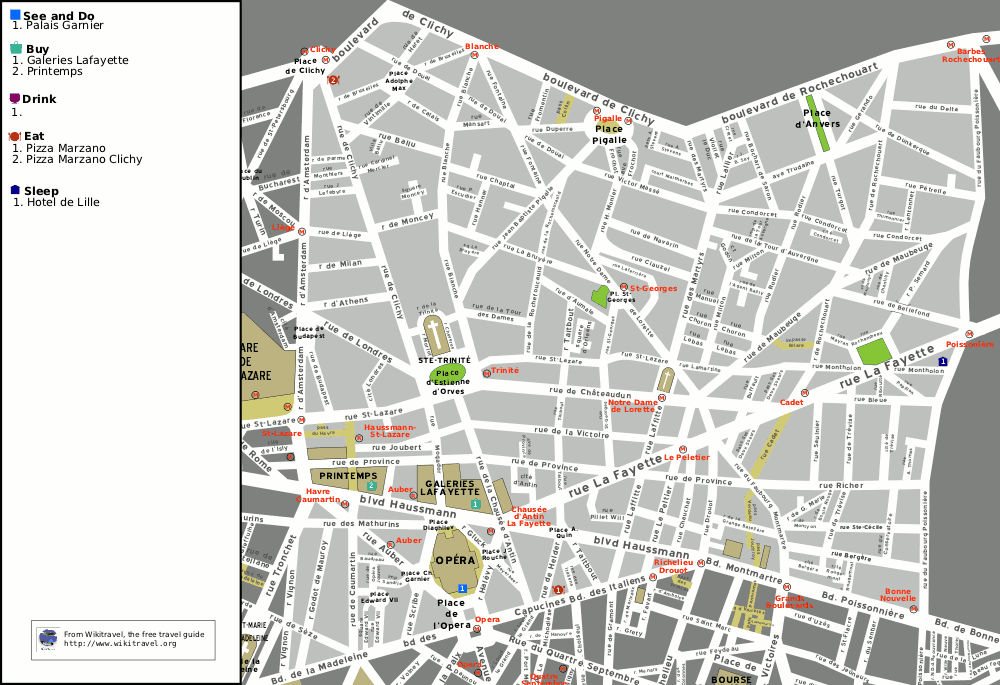
Mappa dell'arrondissement

- Casino de Paris, sala di spettacolo
- Folies Bergère (cabaret)
- Musée Grévin (museo delle cere)
- L'Olympia, sala concerti e spettacoli
- Grand Guignol (ex teatro)
- Musée de la Franc-Maçonnerie
- Musée de la Vie romantique
- Museo Gustave Moreau

## Quartieri
- Quartier Saint-Georges
- Quartier de la Chaussée-d'Antin
- Quartier du Faubourg-Montmartre
- Quartier de Rochechouart